# ترینی آلونسو
ترینی آلونسو (اسپانیایی: Trini Alonso‎؛ ‏ ۲۷ ژوئن ۱۹۲۳ – ۲۰ ژانویه ۲۰۰۰) بازیگر اهل اسپانیا بود.
از فیلم‌ها یا برنامه‌های تلویزیونی که وی در آنها نقش داشته‌است، می‌توان به تعطیلات آخر هفته، به سبک ایتالیایی و خون‌آشام‌های ۱۹۳۰ اشاره کرد.